# Grafenegg (Herrschaft)

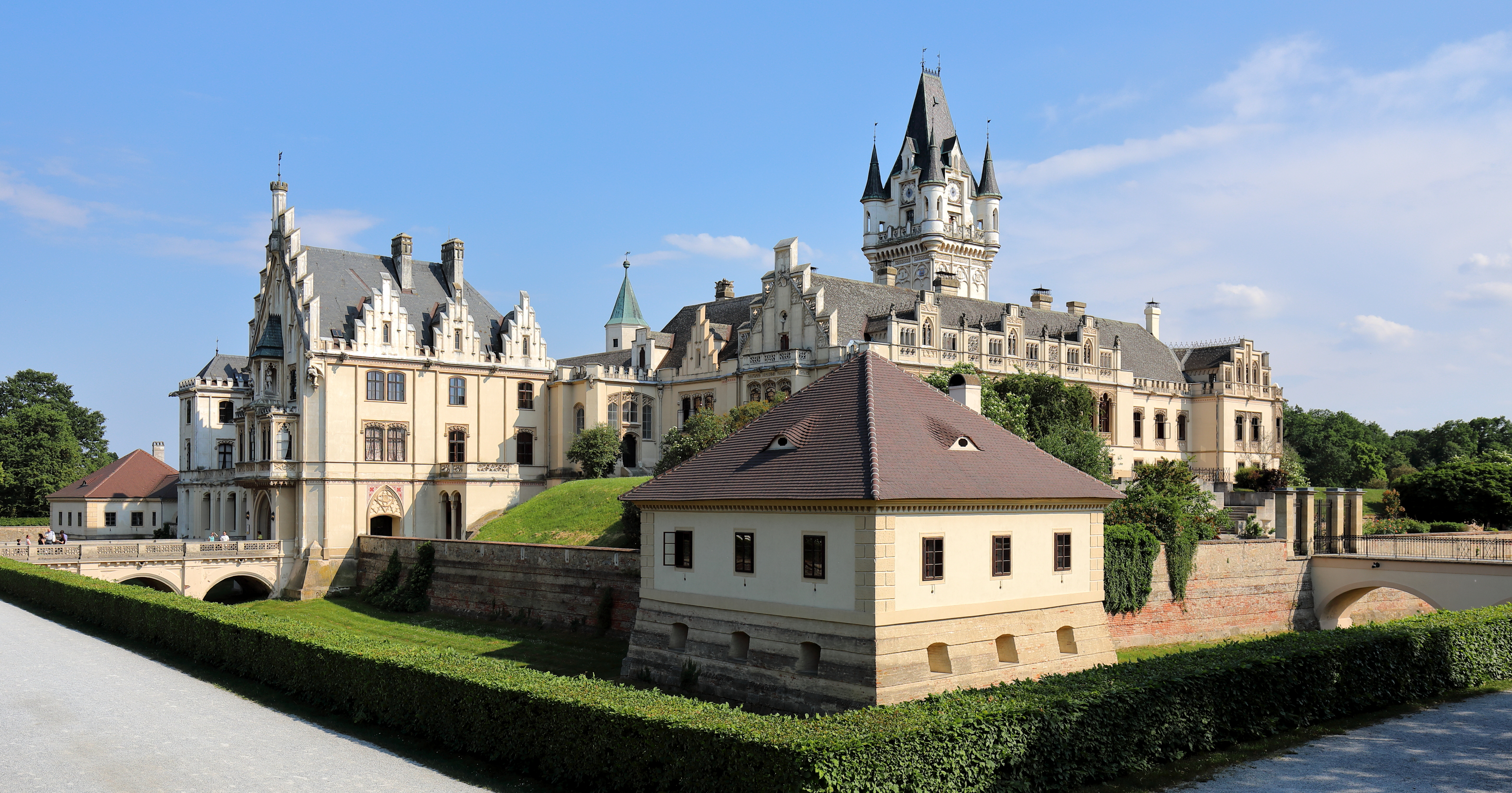
Schloss Grafenegg, Sitz der Verwaltung (2018)

Die Herrschaft Grafenegg war eine Grundherrschaft im Viertel unter dem Manhartsberg im Erzherzogtum Österreich unter der Enns, dem heutigen Niederösterreich.

## Ausdehnung
Die Herrschaft verfügte über einen Freihof in Etsdorf umfasste zuletzt die Ortsobrigkeit über Edtstorf, Straß, Großweikersdorf, Grafenwörth, Sittendorf, Elsarn, Wiedendorf, Obernholz, Bösendirnbach, Diendorf am Wald, Ronthall, Engabrun, Wagram, Feuersbrunn, Engelsmannsbrunn, Ottenthal, Baumgarten, Großwiesendorf, Tiefenthall, Kamp, Haizendorf, Grunddorf, Jetstorf, St. Johann, Obersebarn, Untersebarn, Sachsendorf, Kollersdorf, Altenwörth, Gigging, Winkel, Fraundorf, Urzenlaa, Schönberg, Schönberger Neustift, Mollands, See, Donaudorf, Schlickendorf, Gedersdorf, Brunn im Felde, Stratzdorf, Theiß, Altwaidling, Landersdorf und Eselstein. Der Sitz der Verwaltung befand sich im Schloss Grafenegg.

## Geschichte
Der letzte Inhaber der Familienfideikommissherrschaft war der Beamte und Abgeordnete August Graf von Breuner-Enckevoirt. Nach den Reformen 1848/1849 wurde die Herrschaft aufgelöst.